# Tula, Tamaulipas
Tula là một đô thị thuộc bang Tamaulipas, México. Năm 2005, dân số của đô thị này là 25687 người.